# Lala Huete
Lala Huete (São Paulo, Estado de São Paulo, 1957) es una diseñadora de vestuario española, hija del cineasta y autor de cómics Manuel Huete Aguilar y hermana de la productora de cine Cristina Huete.
Considerada una de las diseñadoras de vestuario españolas más galardonadas, comenzó en 1986 como ayudante de vestuario en Lulú de noche y El año de las luces, y en dos episodios de la serie de televisión La mujer de tu vida (1994).  Debutó como diseñadora de vesturario en 1984 en Sal gorda, continuando con la serie Las chicas de hoy en día (1991) y las películas Amo tu cama rica (1992), Sublet (1992), Belle Époque (1992), por la que fue nominada por primera vez al Goya al mejor diseño de vestuario, Los peores años de nuestra vida (1994), Two Much (1995), La buena estrella (1997) y Torrente, el brazo tonto de la ley (1998). En 1998 ganó por primera vez el Goya al mejor diseño de vestuario por La niña de tus ojos, premio que vuelve a ganar en 2002 con El embrujo de Shanghai y en 2008 con El Greco. Posteriormente sería nominada en 2009 por El baile de la Victoria, en 2012 por El artista y la modelo, en 2013 por Vivir es fácil con los ojos cerrados y en 2016 por La reina de España.
Ganó el Premio Gaudí Mejor vestuario 2024 por Saben aquell. 
A nivel internacional en 2007 ganó el Premio BAFTA al mejor diseño de vestuario por su trabajo en El laberinto del fauno.

## Filmografía
- Amo tu cama rica (1992)
- Sublet (1992)
- Belle Époque (1992)
- Los peores años de nuestra vida (1994)
- Two Much (1995)
- La buena estrella (1997)
- La niña de tus ojos (1998)
- Torrente, el brazo tonto de la ley (1998)
- Torrente 2: Misión en Marbella (2001)
- El embrujo de Shanghai (2002)
- Soldados de Salamina (2003)
- El laberinto del fauno (2006)
- El Greco (2008)
- El baile de la Victoria (2009)
- El artista y la modelo (2012)
- Vivir es fácil con los ojos cerrados (2013)
- Ocho apellidos vascos (2014)
- Ocho apellidos catalanes (2015)
- La reina de España (2016)
- Lo dejo cuando quiera (2019)